# Hans Stilp
Hans Stilp (Sankt Veit am Vogau, Stiermarken, 12 januari 1858 – Fürstenfeld, Stiermarken, ?) was een Oostenrijks componist, muziekpedagoog en dirigent.
Hans Stilp sr. was als docent aan de muziekschool in Fürstenfeld. Eveneens was hij dirigent van de plaatselijke Musikkapelle Fürstenfeld. Zijn zoon Hans Stilp jr. was ook componist, acteur, regisseur en directeur van het Theater in Graz. Stilp sr. heeft de Radetzky ouverture voor harmonieorkest gecomponeerd.
- Gemeinsame Normdatei: 1044485612
- Virtual International Authority File: 305356906